# Харашибір
Харашибір (рос. Харашибирь) — село Мухоршибірського району, Бурятії Росії. Входить до складу Сільського поселення Харашибірського.
Населення —  881 особа (2015 рік). 